# Simone Dénéchaud
Simone Dénéchaud, née le 8 octobre 1905 à Montréal et morte le 11 septembre 1974 à Montréal, est peintre et professeure au Québec.

## Biographie
Elle est née à Montréal et a étudié à l'École des beaux-arts de Montréal. À sa graduation en 1928, elle reçoit la médaille d'or en peinture et le premier prix en composition décorative. Elle a voyagé en Europe. À son retour au Canada, elle a enseigné le dessin à l'École des beaux-arts de 1929 à 1942 et à la Commission des écoles catholiques de Montréal. Elle a participé à des expositions collectives à la galerie Scott à Montréal et à l'Art Association of Montreal. En décembre 1941, elle a présenté une exposition personnelle à l'École des beaux-arts.
Elle est décédée à Montréal en 1974.
Son travail fait partie des collections du Musée national des beaux-arts du Québec et du Musée du séminaire du Québec. La rue Simone-Dénéchaud à Montréal a été nommée en son honneur.

## Musées et collections publiques
- Alice, jeune ballerine, 1940, Musée national des beaux-arts du Québec
- Alice Nolin, 1942, Musée national des beaux-arts du Québec
- Autoportrait de Simone Dénéchaud, peinture, 1942 (œuvre non localisée, connue uniquement par une photographie[6])
- Christ, 1945, Musée national des beaux-arts du Québec
- L'orage approche, 1939, Musée national des beaux-arts du Québec[7]
- Madame Adrien Duranleau, née Madeleine B., 1934, Musée national des beaux-arts du Québec
- Nature morte aux pommes, 1947, Musée national des beaux-arts du Québec
- Pivoines, 1945, Musée national des beaux-arts du Québec